# Adriana Muriel
Adriana Muriel Yepes est née, possiblement, le 4 janvier 1964 dans le département d'Antioquia. Muriel est une sportive colombienne, pratiquant au plus haut niveau le roller de vitesse puis le cyclisme aussi bien sur route que sur piste.

## Biographie
| Image externe |                                                                                      |
|               | Adriana Muriel dans l'édition papier du journal El Tiempo, datée du 30 juillet 1990. |

En 1992, à l'âge de vingt-huit ans, après avoir passé une bonne partie de ces années sur les routes, Adriana Muriel décide de mettre un terme à sa carrière de sportive, après sept années au plus haut niveau.
Elle commence le vélo, en 1984, en complément de son entraînement de roller de vitesse, dont elle prépare les championnats du monde. Puis en arrivant à Cali, elle se consacre entièrement à sa nouvelle discipline de prédilection. De retour à Antioquia, dans son département natal, sa constance, son engagement lui permettent d'obtenir rapidement des résultats. Son premier grand succès est l'obtention du titre de championne nationale en 1987. Maillot qu'elle conserve les cinq années suivantes. Au niveau international, elle devient championne panaméricaine sur route en 1988, succès qu'elle réitère à Duitama, deux ans plus tard. Sur la piste, elle décroche six médailles d'or dans les disciplines olympiques tant dans la poursuite individuelle que dans la course aux points ou bien la vitesse individuelle.
En 1990, elle fait partie du quartet, vainqueur du contre-la-montre par équipes des Jeux d'Amérique centrale et des Caraïbes, elle assortit ce succès de deux médailles d'argent dans la course en ligne et en poursuite.
En 1992, sa dernière année, elle s'impose dans quatre disciplines durant les Juegos Deportivos Nacionales de Barranquilla et s'octroie l'argent en poursuite aux championnats panaméricains (avec à la clé un nouveau record panaméricain,).
Elle justifie la fin de sa carrière cycliste par le manque d'appui et de volonté de la fédération pour développer le cyclisme féminin en Colombie. Tant de sacrifice, de vacances, de week-ends consacrés au vélo ne se justifient plus devant le manque de compétition au calendrier et l'absence de perspective de développement.
Elle quitte la compétition sans amertume, regrettant seulement de n'avoir pu remporter le Tour féminin (subissant une défaillance inexplicable en 1991, par exemple).
En 1992, elle ne se voyait pas abandonner la pratique du sport, qu'elle a commencé petite. Son avenir paraissait se situer dans l'entreprise de négoces familiale. Après quelque repos, elle voulait aussi terminer ses études en génie civil, qu'elle avait abandonné lors de son cinquième semestre pour se consacrer exclusivement au cyclisme.

## Palmarès

### Résultats sur les championnats

#### Jeux panaméricains
- Indianapolis 1987
  - Huitième de la course en ligne[4].
- La Havane 1991
  - Quatrième de la poursuite individuelle[5].
  - Quatrième du contre-la-montre par équipes (avec Rosa Emma Rodríguez, Rosa María Aponte et Nelly Alba)[6].
  - Dixième de la course en ligne[7].

#### Championnats panaméricains
- Medellín 1988
  -  Médaillée d'or de la course en ligne[8].
- Duitama 1990
  -  Médaillée d'or de la course en ligne[9].
  -  Médaillée d'or de la poursuite individuelle[8].
  -  Médaillée d'argent du contre-la-montre par équipes (avec Rosa Emma Rodríguez, Rosa María Aponte et Lucila Rodríguez)[10].
- Quito 1992
  -  Médaillée d'argent de la poursuite individuelle[11].
  - Cinquième de la course en ligne[12].

#### Jeux d'Amérique centrale et des Caraïbes
- Mexico 1990
  -  Médaillée d'or du contre-la-montre par équipes (avec Lucila Rodríguez, Rosa Angélica Maya et Rosa Emma Rodríguez)[13].
  -  Médaillée d'argent de la course en ligne[14].
  -  Médaillée d'argent de la poursuite individuelle[15].
  - Quatrième de la course aux points[15].

#### Championnats de Colombie
- Championne de Colombie de cyclisme sur route de 1987 à 1992[1].